# 산본동
산본동(山本洞)은 대한민국 경기도 군포시 최북단에 있는 행정동이다. 안양시와 경계를 접하고 있다.

## 역사
과천군 남면 산본리였다가, 1914년 행정구역 개편에 따라 시흥군 남면 산본리가 되었다. 1979년 5월 1일 대통령령 제9409호에 의거 군포읍 산본리가 되었으며, 1989년 1월 1일 법률 제4050호에 따라 군포읍이 군포시로 승격되면서 산본동이 되었다. 산본동은 군포시의 중앙 북부에 위치하고 있으며, 주거형태는 대단위 아파트 단지로서 다양한 계층의 주민이 거주하고 있어 문화 욕구가 강하다.

## 법정동
- 산본동(일부)

## 교육
- 관모초등학교
- 곡란초등학교
- 산본초등학교
- 한얼초등학교
- 곡란중학교
- 능내초등학교
- 둔전초등학교
- 태을초등학교

## 문화재
- 이기조 선생 묘 - 경기도 기념물 제121호
- 전주이씨 안양군 묘 - 경기도 기념물 제122호

## 교통
- 수도권 전철 1호선 금정역 (금정동과 산본동 사이에 위치)
- 수도권 전철 4호선 금정역 (금정동과 산본동 사이에 위치)
- 수도권 전철 4호선 산본역

## 시설물
- 군포시립어린이도서관
- 군포환경관리소
- 롯데피트인 산본점

## 갤러리

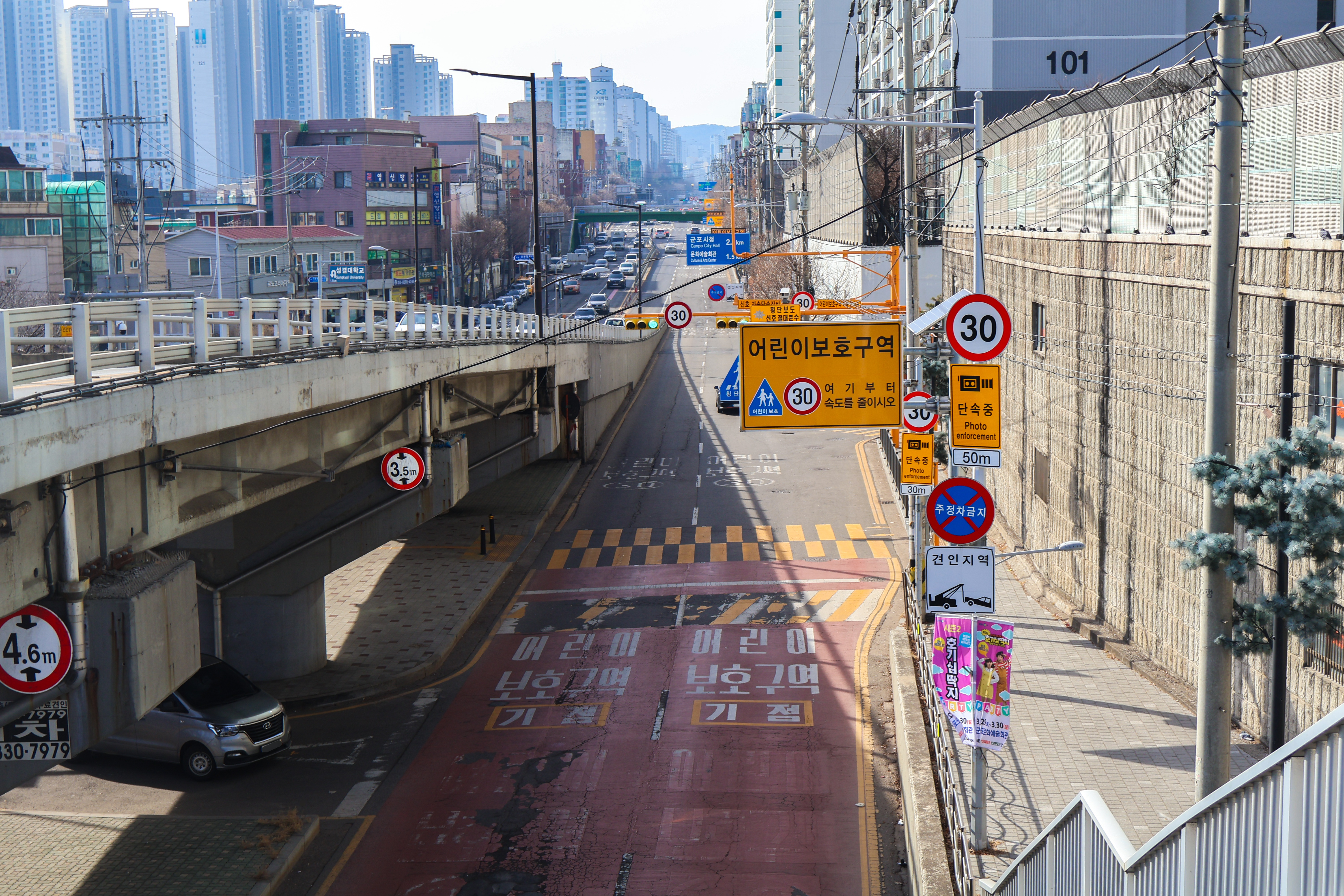
고산로
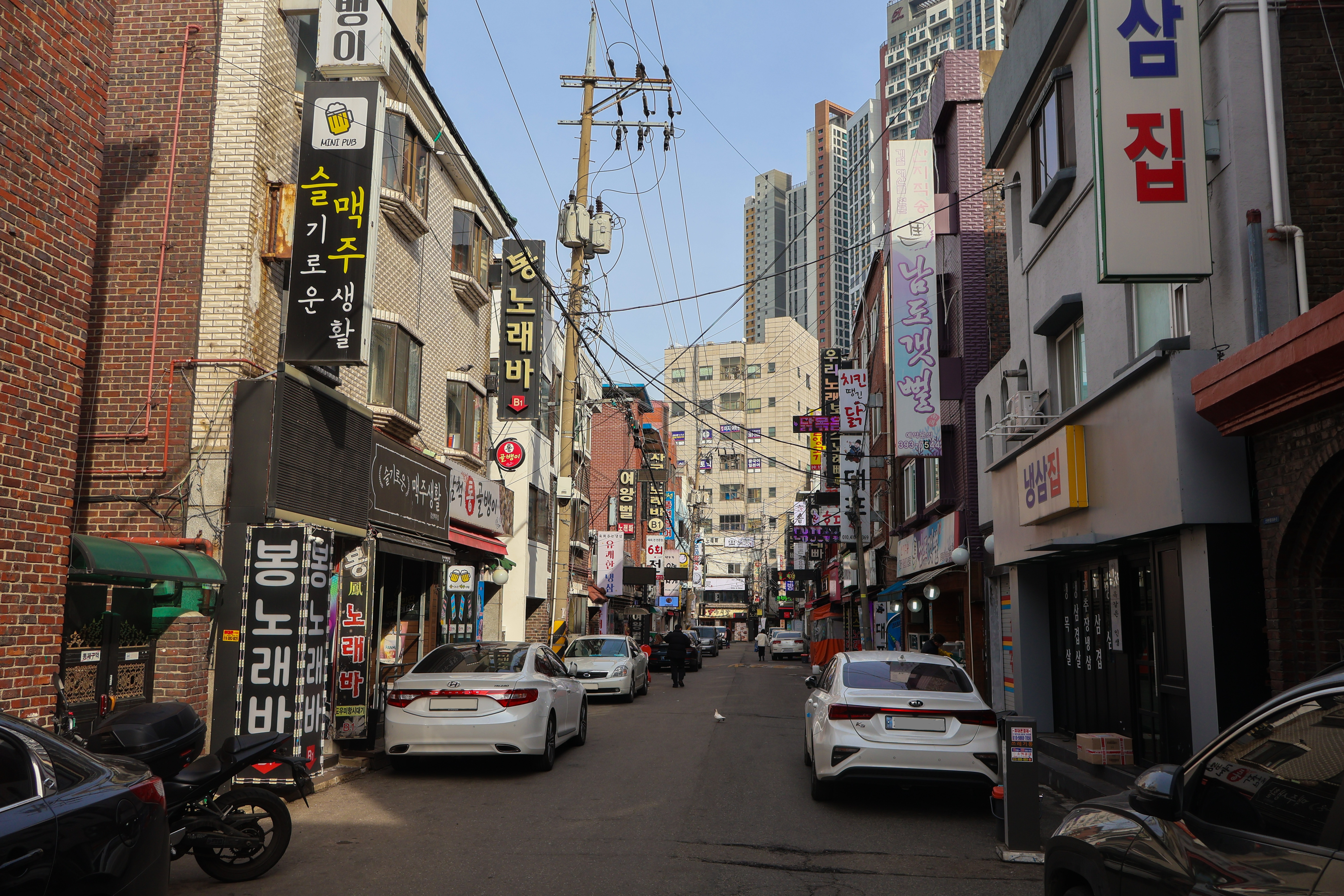
산본1동 골목길
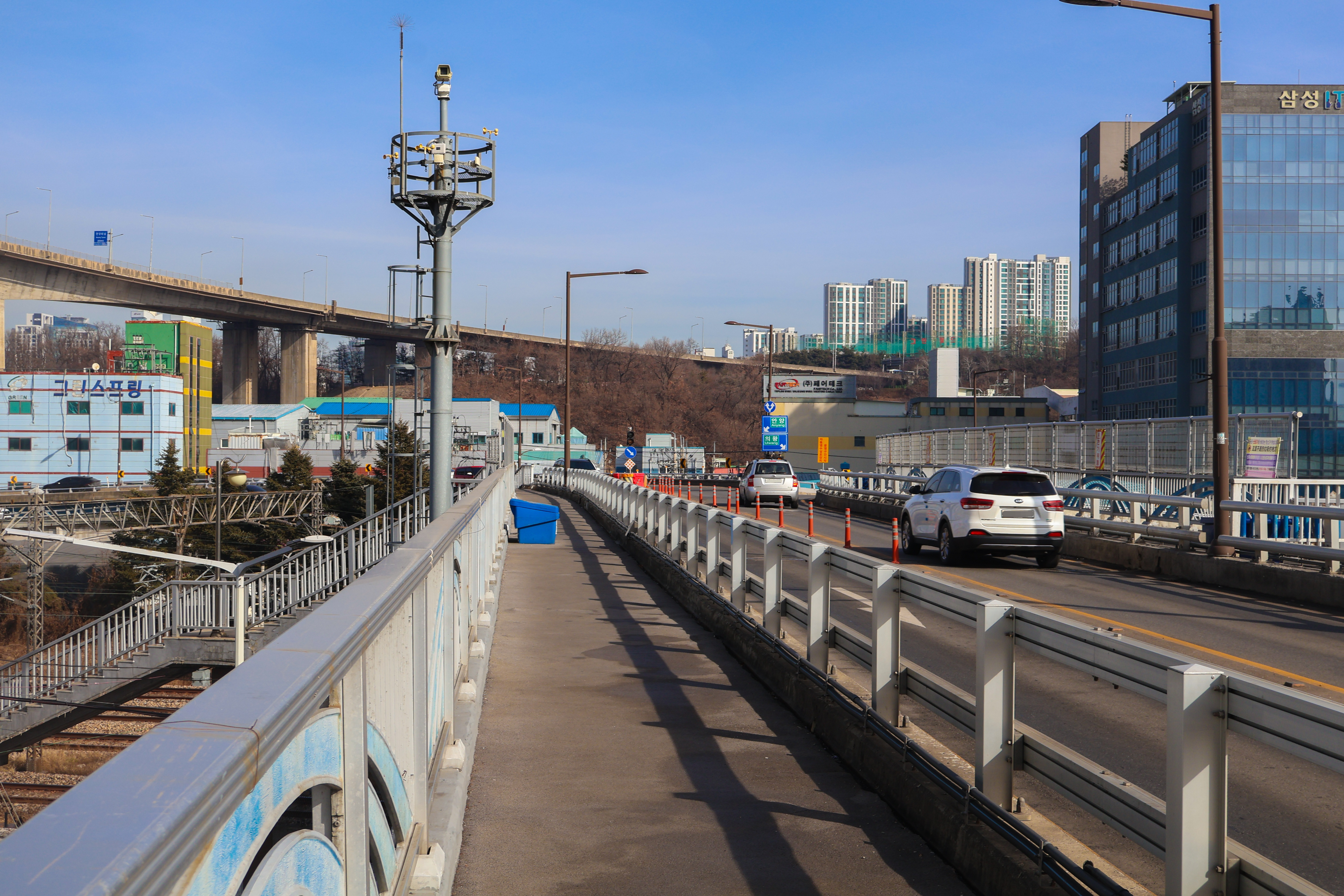
산본고가차도
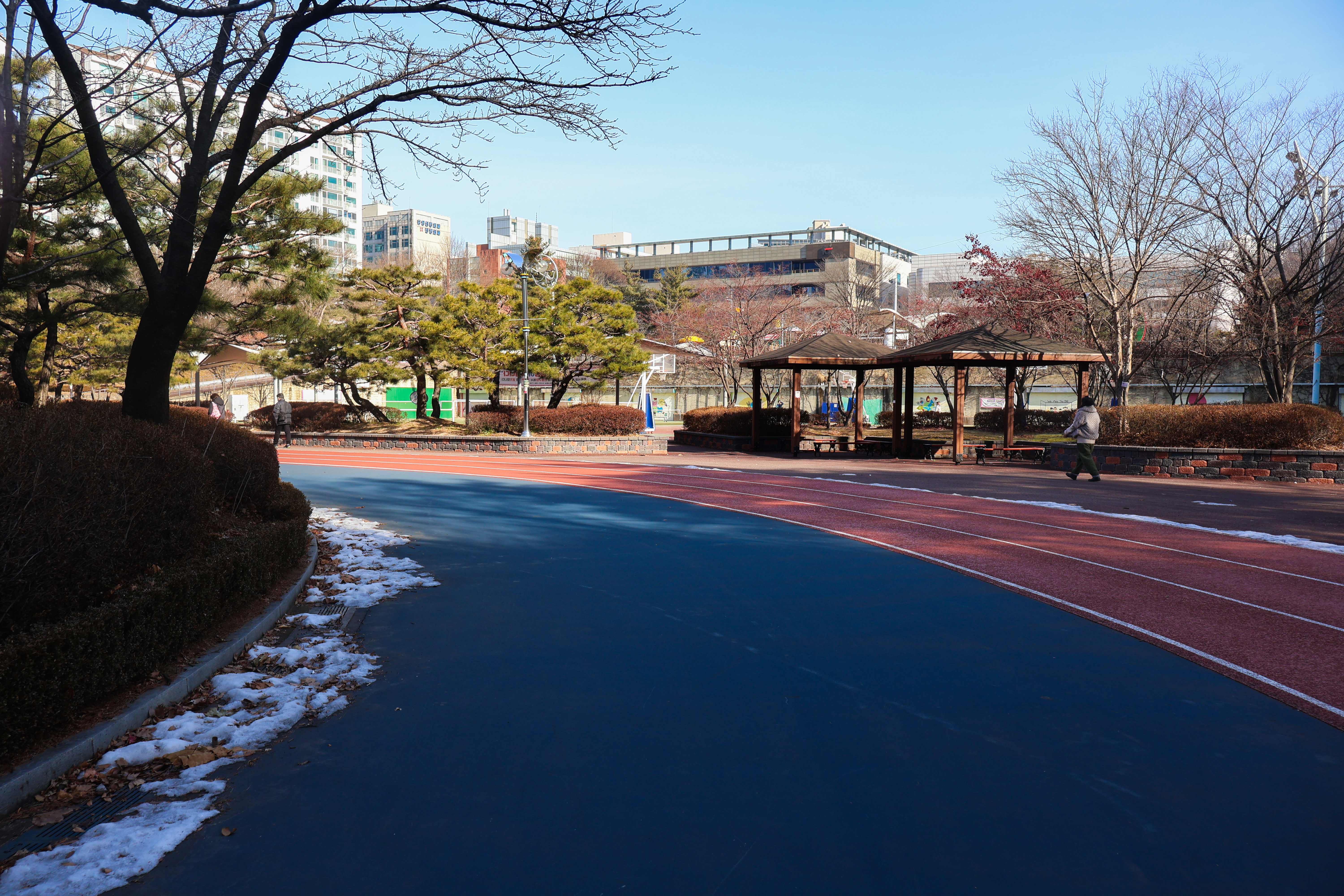
산본 중앙공원
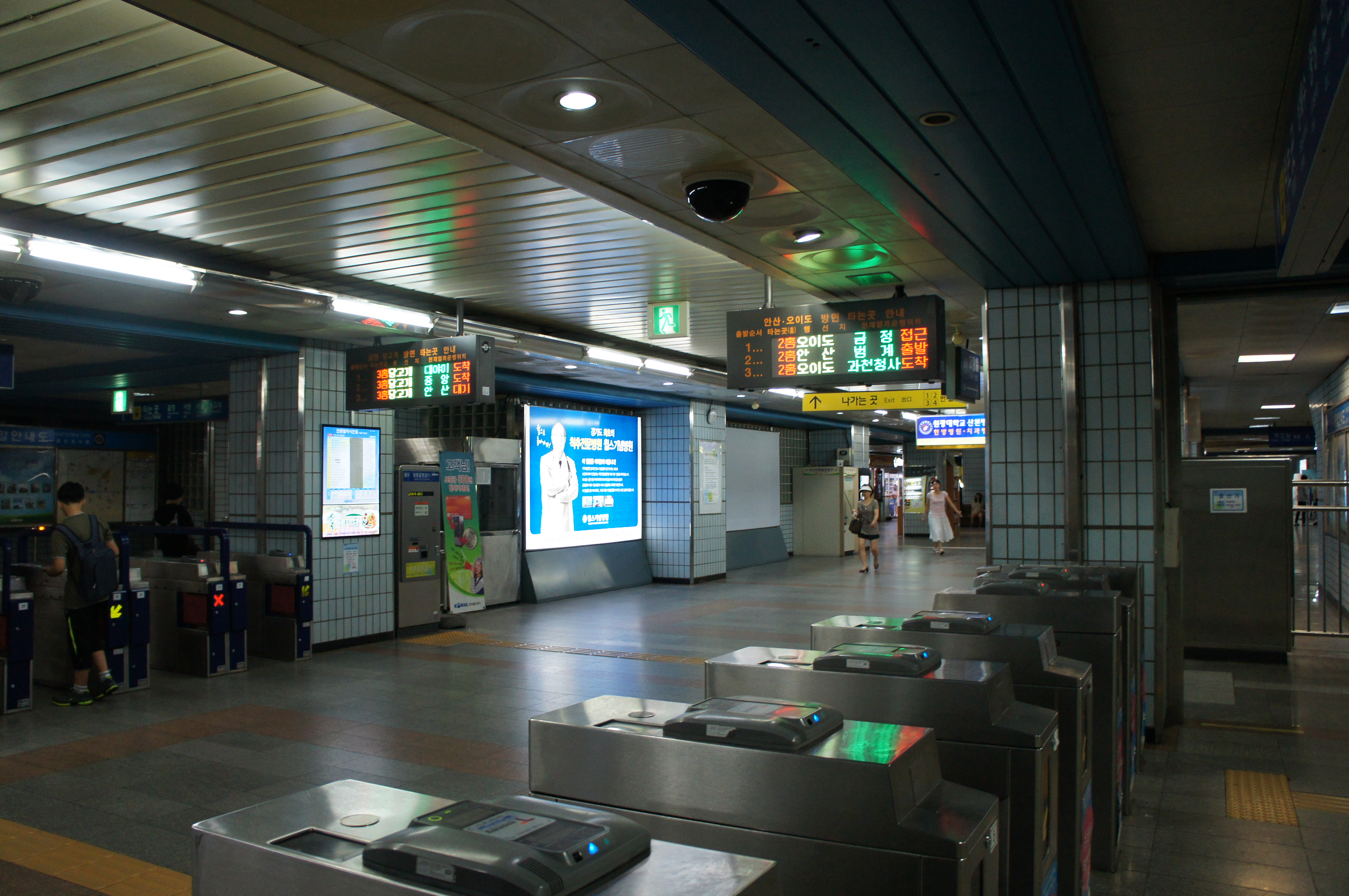
산본역
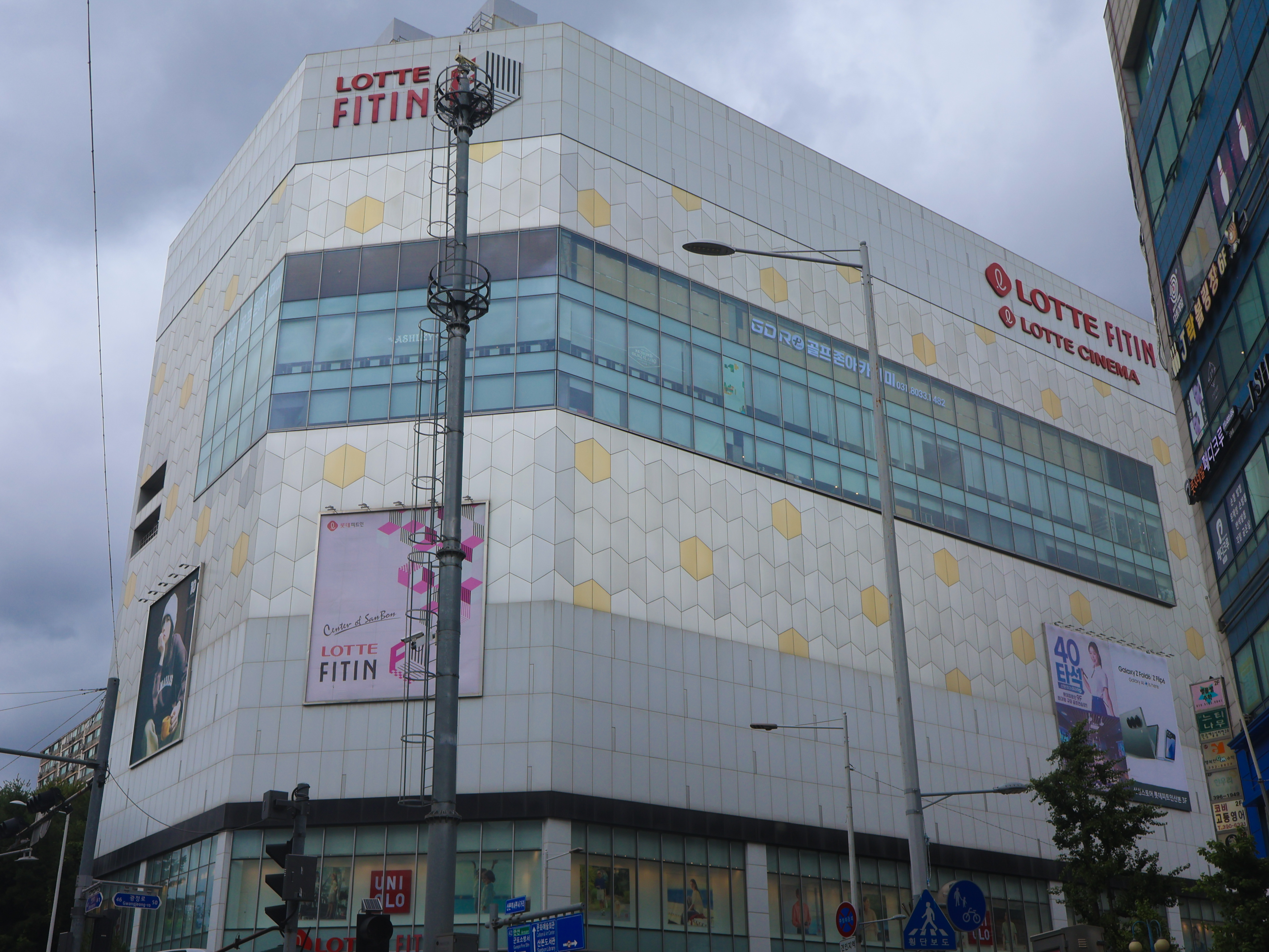
롯데피트인 산본점 (경기도 군포시 번영로 소재)

## 아파트
| 단지명                      | 건설사   | 시행사                            | 주소      | 입주       | 비고                                                 |
| --------------------------- | -------- | --------------------------------- | --------- | ---------- | ---------------------------------------------------- |
| e편한세상 금정역 에코센트럴 | 대림산업 | 산본강남아파트 재건축정비사업조합 | 금산로 47 | 2007년 6월 | 산본강남 재건축 '산본 2차 e편한세상'에서 단지명 변경 |